# José Cotoner y Despuig
José Cotoner y Despuig, nació en la ciudad de Palma  de Mallorca, el 22 de febrero de 1773, fallece en la misma en 1846. Fue hijo de Francisco Cotoner y Salas y de Melchora Despuig y Dameto. Caballero profeso de la orden militar de Calatrava, capitán de provinciales de Mallorca, regidor perpetuo del ayuntamiento de Palma por la clase noble. Nombrado académico de honor de la Real Academia de Bellas Artes de San Fernando en 1807.
Se dedicó al estudio de las letras y las artes de la mano bajo la dirección de Francisco Montaner. Destacan el cuadro de Santa Ana en la capilla parroquial de Santa Cruz.